# آدم جرين
آدم جرين (بالإنجليزية: Adam Green)‏ (و. 1975 – م) هو مخرج سينمائي، وكاتب سيناريو، وممثل، من الولايات المتحدة الأمريكية، ولد في هوليستون.

## التعليم
تعلم في جامعة هوفسترا.

## وصلات خارجية
- آدم جرين على موقع IMDb (الإنجليزية)
- آدم جرين على موقع ألو سيني (الفرنسية)
- آدم جرين على موقع أول موفي (الإنجليزية)
- آدم جرين على موقع قاعدة بيانات الأفلام السويدية (السويدية)
- آدم جرين على موقع قاعدة بيانات الفيلم (الإنجليزية)
- آدم جرين على موقع كينوبويسك (الروسية)